# Illegala landstinget
Det så kallade Illegala landstinget på Åland tillkom efter att inbördeskriget i Finland var avslutat maj 1918 och att Ålandsexpeditionen inte hade medfört att ålänningarna hade tillfallit Sverige efter den. Den svenska expeditionen misslyckades tack vare att tyska trupper kom i undsättning till de vita styrkorna i Finland och de landsteg i Eckerö 5 mars 1918.
Både den finska och svenska regeringen arbetade fram ny taktik efter maj och från finsk sida bröt man loss Åland från Åbo och Björneborgs län och tillsatte William Isaksson som Ålands första landshövding juni 1918. Den svenska taktiken var främst utvecklad av Sjökrigsminister Erik Palmstierna som i april 1918 i samtal med Johannes Eriksson föreslog att ålänningarna borde bilda ett eget Landsting. En månad senare träffade Palmstierna Julius Sundblom för första gången och övertygade den då fortfarande skeptiske Sundblom att det fanns bra chanser att Åland kunde bli återförenade med Sverige.

## Landstinget sammansättning
Landstinget byggs upp enligt hur många innevånare det finns i respektive kommun. För varje 1000 innevånare får man en delegat, dock utser kommunerna inför varje möte vem som skall representera kommunen. Totalt är det 21 platser (riksdagen), varav 8 personer blir utsedda personligen till det verkställande utskottet (regeringen) bland andra Carl Björkman, Julius Sundblom, Johannes Eriksson, Johan Jansson och August Karlsson. Landstinget kallas det illegala eftersom det inte var initierat av de finska myndigheterna. Det illegala Landstinget upphörde med sin verksamhet, när det officiella hade valts fram av det åländska folket i maj 1922.  